# 郭煒
郭煒（1567年10月21日—1608年代），字文仲，號景塘，江西臨江府清江縣人，明朝政治人物。

## 生平
郭煒以《詩經》中萬曆七年（1579年）江西鄉試舉人第十二名，二十九年（1601年）會試中式第二十四名，成第三甲第一百三十一名進士，在工部觀政，三十年（1602年）獲授中書舍人，三十六年（1608年）陞兵部武選司員外郎。他繼承儒學傳統，任官時有清廉名聲，死後在崇禎年間入祀鄉賢祠。

## 家族
曾祖郭子秀，壽官。祖父郭滔，恩例冠帶、壽官。父親郭藹，母親阮氏。

## 引用
1. 1 2  同治《清江縣志·卷八·人物志上》：郭煒，舉於鄉二十餘年，萬厯辛丑始登進士，厯官員外郎。敦古力學，居官著清聲，崇正間入祀鄉賢祠。
2. ↑  同治《清江縣志·卷七·選舉志》：萬厯七年己卯（舉人） 郭煒 進士
3. ↑  《萬曆二十九年辛丑科進士登科錄》：郭煒 貫江西臨江府清江縣民籍，治《詩經》，字文仲，行六，年三十五，九月二十一日生。曾祖子秀 壽官，祖滔 善人，恩例冠帶，父藹，母阮氏，永感下，兄炫、燧，弟炤、煽，娶張氏。江西鄉試第十二名，會試第二十四名。
4. ↑  《萬曆二十九年辛丑科進士履歷便覽》：郭煒，曾祖子秀，壽官；祖□【滔】，壽官；父藹。景塘。詩五房，丁卯九月二十一日生，清江人，己卯十二名，会二十四名，三甲一百三十一名。工部政。壬□【寅】授中書，乙□【巳】行取，戊申八月授兵部武選司員外，卒。